# مضمون الجملة
مضمون الجملة عند النحاة قد يراد به مصدر تلك الجملة المضاف إلى الفاعل، أي فيما إذا كان مناط الفائدة نسبة المسند إلى الفاعل. فمضمون قام زيد مثلا قيام زيد. وإلى المفعول أي فيما إذا كان مناط الفائدة النسبة الإيقاعية. فمضمون ضرب زيد على البناء للمفعول ضرب زيد بمعنى مضروبية زيد. والمصدر المقيد بالحال فيما إذا كان مناط الفائدة الحال نحو أصحب مع زيد مسرورا فإما أن تنفعه أو ينفعك، فإن مضمون الجملة هنا صحبة زيد وقت السرور، هكذا ذكر المولوي عصام الدين في حاشية الفوائد الضيائية في بحث المفعول المطلق. وقد يراد به ما يفهم من الجملة ولم تكن الجملة موضوعة له كالاعتراف المفهوم من قولنا له عليّ ألف درهم، والحقّ المفهوم من قولنا زيد قائم،